# Isachne oreades
Isachne oreades är en gräsart som först beskrevs av Karel Domin, och fick sitt nu gällande namn av Norman Loftus Bor. Isachne oreades ingår i släktet Isachne och familjen gräs. Inga underarter finns listade i Catalogue of Life.